# Luiza Martins
Luiza Martins Passos Firpe Santos (Belo Horizonte, 5 de novembro de 1991) é uma cantora e compositora brasileira de música sertaneja.
Iniciou sua carreira em 2016, ao formar a dupla Luíza & Maurílio com Maurílio Delmont no Maranhão. Durante cinco anos de carreira, os músicos produziram quatro álbuns e hits como "S de Saudade", "Parabéns por Me Perder", "Pode Sumir" e "Furando o Sinal". Em 2021, Maurílio morreu e Luiza entrou em um período sabático.
Em 2022, a cantora deu início a sua carreira solo. Seu primeiro álbum, Continua, saiu em 2023, com músicas como "Ponto Final", "Desconhecido", além de sucessos de Luiza & Maurílio.

## Carreira

### 2016–21:Luiza & Maurílio
Ao passar férias em Imperatriz no ano de 2016, Luiza Martins conheceu Maurílio Delmont. Os dois cantaram juntos pela primeira vez quando Luíza chamou Maurílio para subir no palco em uma festa de uma amiga durante um karaokê. Um vídeo dos dois cantando uma música de Marília Mendonça viralizou regionalmente e, assim, os músicos receberam os primeiros convites de shows. Em 2018, a dupla lançou Segunda Dose, projeto que projetou os músicos com músicas como "Licença Aí" e "Furando o Sinal". Nos anos seguintes, a dupla expandiu a sua notoriedade com o single "S de Saudade" e o seu último trabalho de inéditas, Ensaio Acústico 2.

### 2021–22: Pausa na carreira
Com a morte de Maurílio no final de 2021, Luiza fez uma pausa na carreira, e retornou como artista solo no segundo semestre de 2022. Durante o período, a cantora também entrou com uma ação declaratória de rescisão contratual contra o escritório Workshow, que trabalhava com a dupla, com pedido de tutela inibitória específica, com desfecho favorável para Luiza.

### 2022–presente: Carreira solo
Em 2023, Luiza Martins estreou carreira solo e lançou o álbum Continua, com inéditas autorais e regravações de Luíza & Maurílio. A música de trabalho do projeto foi "Ponto Final", que contou com participação do cantor e compositor Murilo Huff. Pouco tempo após o lançamento, "Ponto Final" esteve entre as músicas mais tocadas no Brasil.

## Vida pessoal
Desde 2020, namora a médica Marcela McGowan. Sua voz forte lhe concedeu a alcunha de "Alcione do Sertanejo". 

## Discografia

### Solo
- Continua (2023)
- A Culpa é Do Meu Signo (2024)